# تیم ملی والیبال زنان مالزی
تیم ملی والیبال زنان مالزی (انگلیسی: Malaysia women's national volleyball team) تیم ملی والیبال مختص زنان مالزیایی است که به عنوان نماینده مالزی در رقابت‌های رسمی و دوستانه با حریفان به رقابت می‌پردازند.